# Shibuya Goldfish
Shibuya Goldfish (渋谷金魚?, Shibuya kingyo) è un manga di Aoi Hiromi pubblicato sulla rivista Monthly Gangan Joker dal 21 settembre 2016 al 22 aprile 2021. L'opera è stata poi raccolta da Square Enix in 11 volumi tankōbon.

## Trama
La storia segue le vicende di un ragazzo poco ordinato di nome Hajime Tsukiyoda, la cui tranquilla vita quotidiana finisce quando appaiono a Shibuya dei misteriosi ed enormi pesci rossi che divorano qualunque cosa capiti loro a tiro. I pesci sono ovunque: sono appesi vicino alla statua di Hachikō e fluttuano persino nel centro della città mentre mangiano quanti più esseri viventi possibile. La crisi senza precedenti segna la "peggiore competizione di sopravvivenza della storia".

## Personaggi
Hajime Tsukiyoda
È un ragazzo che frequenta un noto liceo il cui hobby è guardare anime, film e leggere manga e poco socievole. Una volta che va a Shibuya, viene coinvolto dall'improvviso attacchi di pesci rossi giganti.
Fukasa
È la ragazza più bella del liceo di Hajime. Nonostante la sua bellezza e gentilezza verso gli altri, la piace passare il tempo da sola e seguire le sue passioni. Assieme ad Hajime, verrà coinvolta nell'improvviso attacco dei pesci rossi giganti a Tokyo.

## Pubblicazione
Il manga è stato pubblicato da Square Enix sulla rivista Monthly Gangan Joker dal 21 settembre 2016 al 22 aprile 2021. I vari capitoli sono stati poi raccolti in undici volumi tankōbon pubblicati dal 22 febbraio 2017 al 22 giugno 2021.
Il manga è distribuito in America del Nord da Yen Press, mentre in Italia è stato pubblicato da RW Edizioni sotto l'etichetta Goen nella collana Cult Collection dal 25 luglio 2020 al 29 ottobre 2021.

### Volumi
| Nº | Data di prima pubblicazione | Data di prima pubblicazione | Data di prima pubblicazione | Data di prima pubblicazione |
| Nº | Giapponese                  | Giapponese                  | Italiano                    | Italiano                    |
| -- | --------------------------- | --------------------------- | --------------------------- | --------------------------- |
| 1  | 22 febbraio 2017            | ISBN 978-4-7575-5253-1      | 25 luglio 2020              | ISBN 978-88-6712-941-6      |
| 2  | 22 giugno 2017              | ISBN 978-4-7575-5387-3      | 31 ottobre 2020             | ISBN 978-88-6712-942-3      |
| 3  | 22 dicembre 2017            | ISBN 978-4-7575-5557-0      | 5 dicembre 2020             | ISBN 978-88-9284-021-8      |
| 4  | 22 maggio 2018              | ISBN 978-4-7575-5724-6      | 5 dicembre 2020             | ISBN 978-88-9284-022-5      |
| 5  | 22 ottobre 2018             | ISBN 978-4-7575-5884-7      | 29 gennaio 2021             | ISBN 978-88-9284-030-0      |
| 6  | 22 marzo 2019               | ISBN 978-4-7575-6067-3      | 19 febbraio 2021            | ISBN 978-88-9284-033-1      |
| 7  | 22 agosto 2019              | ISBN 978-4-7575-6249-3      | 12 marzo 2021               | ISBN 978-88-9284-076-8      |
| 8  | 22 febbraio 2020            | ISBN 978-4-7575-6528-9      | 30 luglio 2021              | ISBN 978-88-9284-129-1      |
| 9  | 21 agosto 2020              | ISBN 978-4-7575-6803-7      | 13 agosto 2021              | ISBN 978-88-9284-131-4      |
| 10 | 22 gennaio 2021             | ISBN 978-4-7575-7040-5      | 17 settembre 2021           | ISBN 978-88-9284-166-6      |
| 11 | 22 giugno 2021              | ISBN 978-4-7575-7328-4      | 29 ottobre 2021             | ISBN 978-88-9284-320-2      |